# The Fickle Spaniard
The Fickle Spaniard è un cortometraggio muto del 1912 diretto da Dell Henderson e da Mack Sennett.

## Trama
Il volubile spagnolo (The fickle Spaniard), con tanto di chitarra e baffi, giura eterno amore a Marcelle. Poi fa lo stesso con un'altra damigella, e ha la malaccortezza di farlo di fronte alla finestra di Marcelle, che lo vede, e, furiosa, lo insegue munita di rasoio (stava facendo la barba a suo papà) fino a che lo spagnolo non si barrica in casa, alla porta della quale Marcelle affigge un messaggio intimidatorio.
Marcelle è così esperta nell'uso del rasoio, che José, il locale barbiere, chiede il suo aiuto, ed ella si reca nella sua bottega ed inizia a servire i clienti.
Lo spagnolo, quando le acque si sono chetate, esce di casa, legge il messaggio, e decide che la prima cosa da fare per trarsi d'impaccio è modificarsi un po' i connotati. Si reca quindi dal barbiere, deciso a farsi tagliare i baffi: ma qui incontra appunto Marcelle, che, minacciandolo col rasoio, lo costringe a tenere fede alla sua (prima) promessa. Viene quindi chiamato urgentemente un prete per celebrare il matrimonio seduta stante.

## Produzione
The Fickle Spaniard, che venne girato in California, fu prodotto dalla Biograph Company.
Il film (contrassegnato dal n° 31 nella filmografia del sito Mabel Normand, dedicato alla diva) è una delle pellicole superstiti (che constano di circa metà della sua produzione attestata) in cui è coinvolta, come attrice, regista o produttrice, Mabel Normand.

## Distribuzione
Distribuito dalla General Film Company, il film - un cortometraggio di otto minuti - uscì nelle sale cinematografiche USA il 2 maggio 1912. Nelle proiezioni, veniva programmato con il sistema dello split reel, accorpato in un'unica bobina con un altro cortometraggio prodotto dalla Biograph, la commedia The Leading Man.
Copie della pellicola si trovano, fra l'altro, presso la Biblioteca del Congresso (USA), il MoMA di New York, e la Cineteca del Friuli.
Edizione in DVD: "Mack Sennett Bioghraphs Vol 1" a cura della Traditions Alive (2011)